# Castrillo de Onielo
Castrillo de Onielo is een gemeente in de Spaanse provincie Palencia in de regio Castilië en León met een oppervlakte van 40,27 km². Castrillo de Onielo telt 109 inwoners (1 januari 2016).

## Demografische ontwikkeling
Bron: INE, 1857-2011: volkstellingen